# Spårring

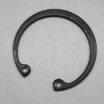
Internal circlip

En spårring är en variant av låsring, som är formad som en ring med två öppna ändar. Spårringen består av ett material som tillåter viss fjädring, vilket gör att den radiellt kan ändra form vilket tillåter den att placeras i ett bearbetat spår på en axel eller i ett hål. Spårringen tillåter då rotation men förhindrar rörelse i axiell led. Det finns två grundläggande typer av spårringar: invändig och utvändig, beroende på om den monteras på en axel eller i ett hål.

## Olika typer
Det finns ett antal typer av spårringar, bland annat axiellt monterade, inverterade, fasade, böjda, radiellt monterade och självlåsande.

## Tillverkning
Beroende på ringens storlek kan den tillverkas på två olika sätt:
- Mindre spårringar stansas ut med hjälp av en form, oftast består plåtarna de stansas ur av stål eller koppar
- Större spårringar böjs till med hjälp av rektangulär tråd tills de har formats till en ring.

## Montering
En låsring för axel, har öronen på utsidan av ringen och bänds isär, träs över axeln och får fjädra in i spåret. En låsring för hylsa, har öronen på insidan av ringen och bänds ihop, sticks in i hylsan och får fjädra ut i spåret.